# Mahakumbukkadawala Division
Mahakumbukkadawala Division är en division i Sri Lanka.   Den ligger i distriktet Puttalam District och provinsen Nordvästprovinsen, i den västra delen av landet, 100 km norr om huvudstaden Colombo. Antalet invånare är 18 576.